# Candela P-12
Candela P-12 ist die Bezeichnung für eine als Tragflügelboot gebaute Personenfähre mit Elektroantrieb. Mit dem Typschiff Nova wird in Stockholm die erste elektrische Tragflächenfähre der Welt im öffentlichen Personennahverkehr eingesetzt. Sie verkürzt die Fahrzeit auf der Ekerölinie um die Hälfte.

## Beschreibung
Das Boot ist eine Entwicklung der schwedischen Candela Technology AB, die bereits Erfahrungen im Bau von Freizeitbooten mit Tragflügeln hat. Als Candela P-12 Shuttle kam 2023 das erste kommerzielle Boot zu Wasser. Mit einer Höchstgeschwindigkeit von 30 Knoten und einer Reichweite von 40 Seemeilen bei 25 Knoten ist es derzeit das weltweit schnellste und weitestreichende Wasserfahrzeug mit Elektroantrieb. Der Antrieb erfolgt über zwei C-Pods in den computergesteuerten Tragflächen, die den Schiffsrumpf bei etwa 16 Knoten aus dem Wasser heben und den Energieverbrauch im Vergleich zu herkömmlichen Schiffen um rund 80 % reduzieren. Im „Flug“ ist das Kielwasser minimal und erlaubt somit auch hohe Geschwindigkeiten im Stadtbereich.

## Folgeaufträge
Während sich eine neuseeländische Verwaltung bereits für einen Einsatz auf dem Lake Manapouri entschieden hat, sprechen derzeit rechtliche Bedenken (die Schiffsgeschwindigkeiten auf den innerstädtischen Gewässern sind auf 5 km/h beschränkt) gegen einen geplanten Einsatz in Berlin. Doch ein Privatinvestor verfolgt das Ziel weiter und hat bereits ein solches Boot bestellt. Die Reederei Riedel hat den Auftrag, den regelmäßigen Fährverkehr zu organisieren, mit bis zu zwei Fahrten pro Stunde und zehn Stunden pro Tag.
Im Sommer 2024 hat Saudi-Arabien acht Candela P-12 für das Siedlungsprojekt Neom in Auftrag gegeben.